# Kaakkurijärvi (Jukkasjärvi socken, Lappland, 750088-172834)
Kaakkurijärvi är en sjö i Kiruna kommun i Lappland och ingår i Kalixälvens huvudavrinningsområde. Sjön har en area på 0,0662 kvadratkilometer och ligger 376 meter över havet.

## Delavrinningsområde
Kaakkurijärvi ingår i det delavrinningsområde (750149-172974) som SMHI kallar för Utloppet av Piilijärvi. Medelhöjden är 380 meter över havet och ytan är 11,04 kvadratkilometer. Räknas de 6 avrinningsområdena uppströms in blir den ackumulerade arean 50,68 kvadratkilometer. Piilijoki som avvattnar avrinningsområdet har biflödesordning 2, vilket innebär att vattnet flödar genom totalt 2 vattendrag innan det når havet efter 275 kilometer. Avrinningsområdet består mestadels av skog (46 procent) och sankmarker (20 procent). Avrinningsområdet har 3,2 kvadratkilometer vattenytor vilket ger det en sjöprocent på 29 procent.